# Jüdischer Friedhof (Timișoara)
Koordinaten: 45° 46′ 17,4″ N, 21° 13′ 46,4″ O

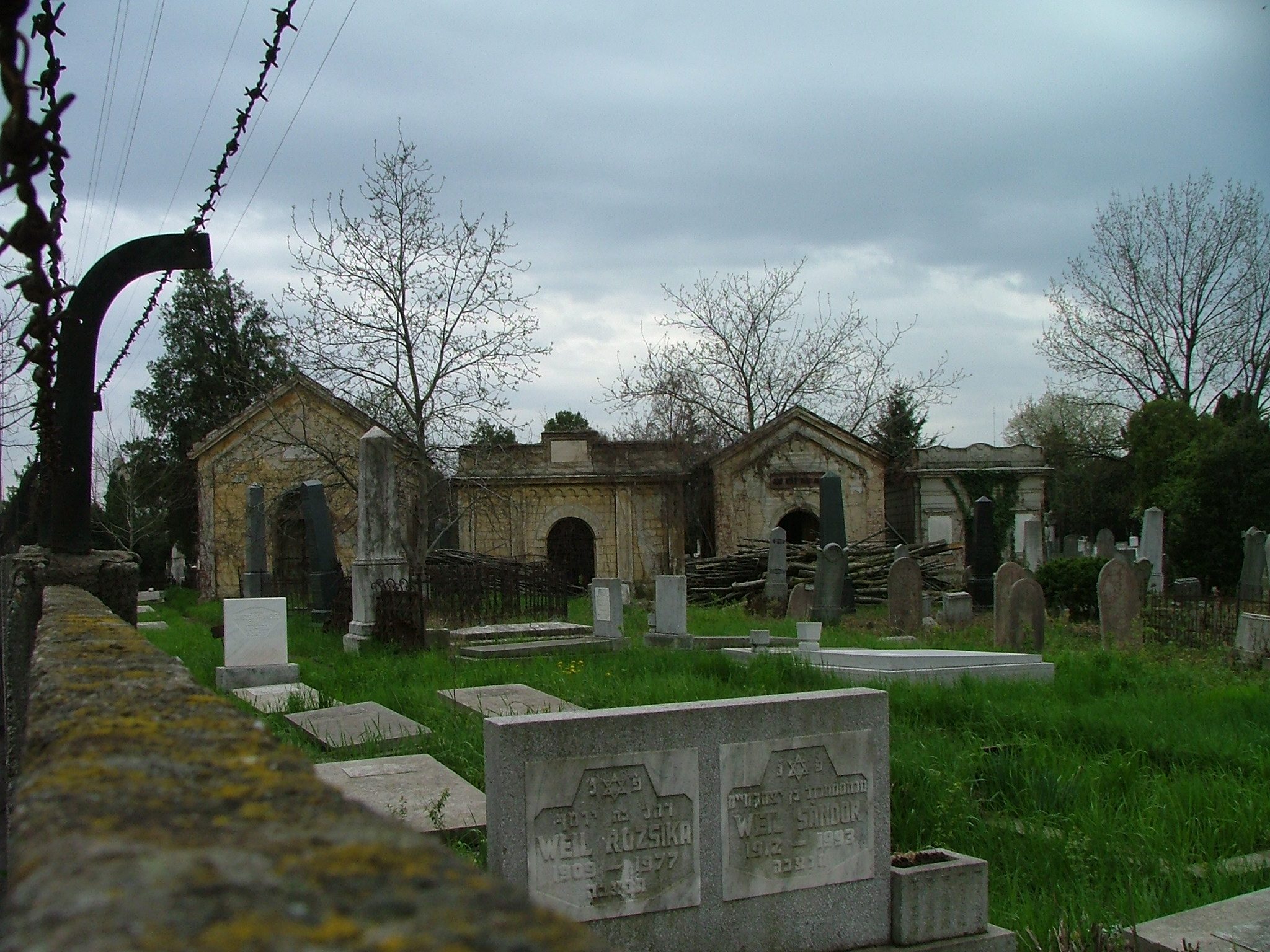
Jüdischer Friedhof Timișoara (2012)

Der Jüdische Friedhof Timișoara liegt in Timișoara (deutsch Temeswar), einer Stadt im Kreis Timiș im westlichen Rumänien. Auf dem jüdischen Friedhof sind sehr viele gut erhaltene Grabsteine vorhanden.